# WASP-5b
WASP-5b es un planeta extrasolar que orbita la estrella WASP-5 en la Constelación del Fénix, que se encuentra a unos 970 años luz de distancia. Su radio y masa indican que posiblemente se trate de un gigante gaseoso, con una composición similar a Júpiter, aunque a diferencia de este, por su cercanía con su estrella (un 2.7% de la distancia de la Tierra al Sol), se clasifica como un Júpiter caliente. Su temperatura atmosférica es de aproximadamente 1700 K.